# Manuel Quinziato
Manuel Quinziato (Bolzano, 1979. október 30. –) olasz profi kerékpáros. 2017-ben visszavonult a versenyzéstől.

## Eredményei
| 2001 1., 1. szakasz - Giro delle Regione - U23 2002 4., összetettben - Ronde van België 4., - Olasz országúti bajnokság - Időfutam 6. - Memorial Fausto Coppi 2003 2., - Olasz országúti bajnokság - Időfutam 5. - Karlsruher Versicherungs GP 2004 3. - Japan Cup 6. - GP Eddy Merckx 8. - Giro del Piemonte 9., összetettben - Tour de Belgique 2005 6., - Olasz országúti bajnokság - Időfutam 8. - Classic Haribo 9., összetettben - Tour of Qatar 2006 3., - Olasz országúti bajnokság - Időfutam 5., összetettben - Eneco Tour 1., 2. szakasz 6., összetettben - Tour of Denmark 9. - Chrono des Nations-Les Herbiers 2007 3., - Olasz országúti bajnokság - Időfutam 4. - GP de Fourmies 4. - E3 Prijs Vlaanderen - Harelbeke 2008 1. - Intaka Tech Worlds View Challenge 1 1. - Intaka Tech Worlds View Challenge 5 1., 1. szakasz - Vuelta a Espańa 2., összetettben - Driedaagse De Panne-Koksijde 2. - Chrono des Nations-Les Herbiers 4., - Olasz országúti bajnokság - Időfutam | 2009 4. - Driedaagse De Panne-Koksijde 9. - Gent–Wevelgem 9. - Párizs–Roubaix 2010 5., - Olasz országúti bajnokság - Időfutam 2011 8. - Omloop Het Nieuwsblad |

## Grand Tour eredményei
| Grand Tour | 2003 | 2004 | 2005 | 2006 | 2007 | 2008    | 2009 | 2010 | 2011 | 2012 |
| ---------- | ---- | ---- | ---- | ---- | ---- | ------- | ---- | ---- | ---- | ---- |
| Giro       | 86.  | -    | -    | -    | -    | -       | 106. | -    | -    |      |
| Tour       | -    | -    | 131. | 80.  | 113. | 130.    | -    | 162. | 115. |      |
| Vuelta     | -    | 94.  | -    | -    | -    | feladta | 126. | -    | 131. |      |